# Buje
Buje (italsky Buie) jsou město na poloostrově Istrie, na území Chorvatska. Administrativně spadá pod Istrijskou župu. V roce 2011 zde žilo celkem 5 182 obyvatel, z toho 2 671 v samotných Bujích.
Město se rozkládá v západní části poloostrova, dále od moře, v nadmořské výšce okolo 200 m.
Buje si uchovaly historický charakter. V letech 1358 až 1797 byly součástí Benátské republiky, poté byly připojeny k Habsburské monarchii na několik let, než se staly na počátku 19. století součástí tzv. Ilyrských provincií. Po Vídeňském kongresu byly zpět předány Rakousku. Po první světové válce se staly součástí Itálie a po druhé světové válce byly předány Jugoslávii. Nemalá část místního obyvatelstva je dodnes italského původu a ve městě jsou úředními jazyky jak chorvatština, tak italština.